# Fevzi Çakmak
Mustafa Fevzi Çakmak (Istambul, 12 de janeiro de 1876 – Istambul, 10 de abril de 1950) foi um marechal-de-campo e político da Turquia, primeiro-ministro do país. 

## Biografia
Ele serviu como Chefe do Estado-Maior Geral de 1918 e 1919 e, posteriormente, Ministro da Guerra do Império Otomano em 1920. Mais tarde, ingressou no Governo provisório da Grande Assembleia Nacional e tornou - se Vice-Primeiro-Ministro, Ministro da Defesa Nacional e, mais tarde, como o Primeiro-Ministro da Turquia de 1921 a 1922. Ele foi o segundo Chefe do Estado-Maior do Governo provisório de Ancara e o primeiro Chefe do Estado-Maior Geral da República da Turquia.
Graduando-se na Escola de Guerra como Capitão do Estado - Maior e designado para o 4º Departamento do Estado-Maior Geral, Mustafa Fevzi participou de várias batalhas durante a queda prolongada do Império Otomano, como a Primeira Guerra dos Balcãs e a Batalha de Monastir. Ele foi contratado como Comandante do V Corpo de exército durante a defesa de Galípoli, durante a qual seu irmão mais novo foi morto na Batalha de Chunuk Bair. Ele se tornou um Paxá e Chefe do Estado-Maior do Império Otomano após a Primeira Guerra Mundial e foi nomeado comandante da Inspetoria de Tropas do Primeiro Exército em 1919 pelo grão-vizir Ahmet Tevfik Pasha. Depois de servir brevemente como Ministro da Guerra em 1920, Fevzi partiu para se juntar à dissidente Grande Assembleia Nacional em Ancara como membro do Parlamento por Kozan.
Ele foi nomeado Ministro da Defesa Nacional e Vice-Primeiro Ministro por Mustafa Kemal Paşa em 1920, comandando vários sucessos militares durante a Guerra da Independência da Turquia, principalmente durante a Batalha de Sakarya. Ele sucedeu Mustafa Kemal como primeiro-ministro em 1921, renunciando em 1922 para se envolver na batalha de Dumlupınar. Ele foi nomeado Marechal de Campo ( Mareşal ) em 1922 por recomendação de Mustafa Kemal. Ele havia sucedido İsmet İnönü como Chefe do Estado-Maior Geral em agosto de 1921 e continuou servindo depois que a República Turca foi declarada em 1923. Adotando o sobrenome 'Çakmak', ele era um candidato à sucessão Mustafa Kemal Atatürk como o presidente da Turquia após a morte de Atatürk em 1938, mas desistiu em favor de İnönü. Ele continuou a servir como Chefe do Estado-Maior Geral até 1944, após o qual se tornou Membro do Parlamento por Istambul pelo Partido Democrata. Mais tarde, ele renunciou aos democratas e foi cofundador do Partido Nação liderado por Osman Bölükbaşı.
Fevzi Çakmak permanece, ao lado de Mustafa Kemal Atatürk, como um dos dois e únicos marechais de campo da Turquia.